# Marco Antônio (futebolista, 1984)
Marcos Antônio Miranda Filho, mais conhecido como Marco Antônio (São Paulo, 9 de novembro de 1984), é um ex-futebolista brasileiro que atuava como meia.

## Carreira

### Início
Revelado pelo São Paulo em 2003, em 2004 foi emprestado ao Náutico. Voltou ao tricolor paulista em 2005, onde foi campeão paulista e da Libertadores, sendo emprestado ao Santo André até o fim do mesmo ano.
Em 2006, foi contratado pelo Juventude e se transferiu para o Sport, onde ajudou o time pernambucano a ascender para a Série A. Em 2007, disputou o Campeonato Paulista pelo América-SP e depois acertou com o Criciúma, para a disputa da Série B do mesmo ano.

### Vitória
Em 2008, chegou ao Vitória, onde não conseguiu ser titular.

### Portuguesa
Em janeiro de 2009, se transferiu para a Portuguesa. Nos primeiros anos de sua passagem pela Lusa, sofreu muito com as lesões, que o impediram de desenvolver um melhor futebol. Com a chegada de Jorginho, virou o capitão e jogador de confiança do treinador, que inclusive, afastou o jogador por um pequeno período, para entrar em forma. O jogador cumpriu o ordenado e voltou, e pôde ajudar a Portuguesa na campanha da Série B 2011, onde foi titular absoluto, indispensável nas bolas paradas e campeão. O jogador acabou sendo comparado pela torcida da Lusa com Xavi, Jogador do Barcelona. Sendo assim, apelidado de Xavi Antônio.

### Grêmio
No dia 8 de dezembro, o atleta firmou um contrato com o Grêmio, no qual jogou em 2012. O jogador chegou em Porto Alegre com cartel positivo para a temporada de 2012. Ídolo na Portuguesa e referência importante para o título da Série B 2011 de maneira arrasadora, Marco Antônio tinha a missão de adicionar qualidade ao meio-campo do time gaúcho após a saída de Douglas. Paulo Pelaipe, diretor executivo de futebol do Grêmio, afirmou que Marco Antônio é ainda melhor que Douglas.

### Atlético Paranaense
Porém, o jogador foi pouco aproveitado no Grêmio e acabou acertando com o Atlético Paranaense em agosto de 2013, por empréstimo até o fim do ano, onde espera ter mais oportunidades.

### Figueirense
No dia 15 de abril de 2014, se apresentou ao Figueirense para realizar exames médicos e assinar contrato com o clube catarinense até o final da temporada de 2014.

### Al-Khor
Em 2015, o jogador assina com o Al-Khor.

### Náutico
Em 2016, o jogador assina novamente com o Náutico, clube que já atuou em 2004. No dia 11 de maio de 2017, acertou sua saída do clube, após recusar a redução salarial.

### Figueirense
No dia 26 de maio de 2017 retorna ao Figueirense Para o Campeonato Brasileiro da Série B.

## Aposentadoria
Em dezembro de 2018, após uma passagem pelo Figueirense, Marco Antônio anuncia sua aposentadoria.

## Títulos
Náutico
- Campeonato Pernambucano: 2004

Sport
- Campeonato Pernambucano: 2006

São Paulo
- Campeonato Paulista: 2005
- Copa Libertadores da América: 2005

Vitória
- Campeonato Baiano: 2008

Portuguesa
- Campeonato Brasileiro - Série B: 2011

Figueirense
- Campeonato Catarinense: 2018